# Buduma (Sprache)

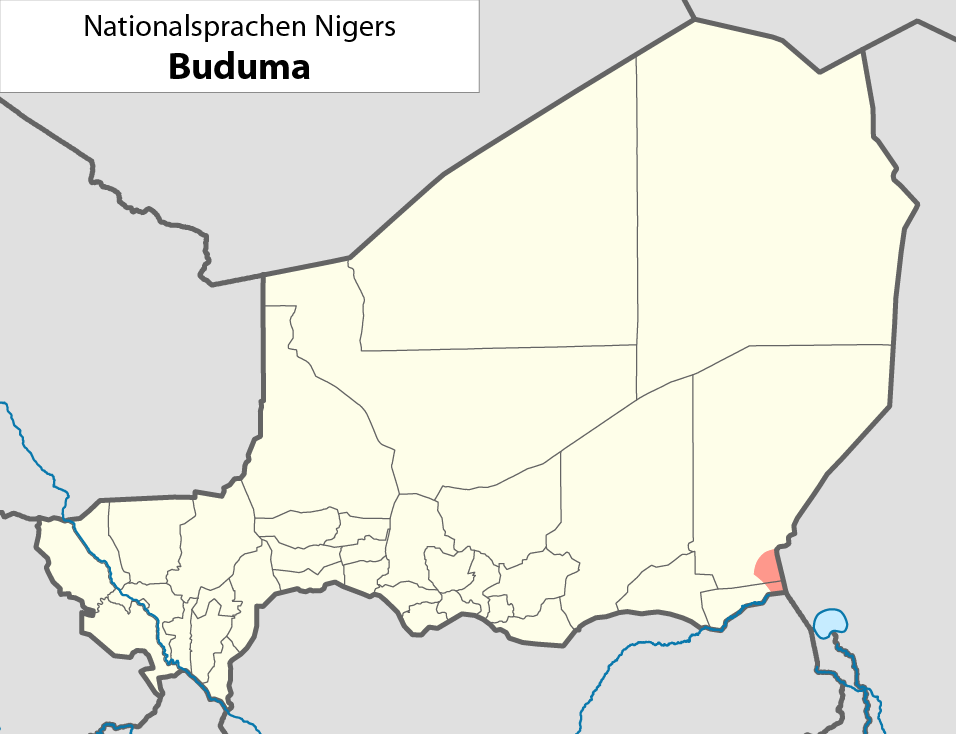
Karte des Sprachgebiets von Buduma in Niger

Buduma (alternative Schreibweise: Boudouma; auch: Yedina) ist eine tschadische Sprache, die vom gleichnamigen Volk der Buduma am Tschadsee in Westafrika gesprochen wird.
Die Sprache ist in den vier Anrainerstaaten des Tschadsees verbreitet. In der Region Lac in Tschad leben laut Volkszählung 1993 51.600 Buduma-Sprecher. Im Bundesstaat Borno in Nigeria sind etwa 3000 Personen und in der Region Extrême-Nord in Kamerun etwa 200 Personen budumasprachig. In Niger, wo das Sprachgebiet in der Region Diffa liegt, hat Buduma den Status einer Nationalsprache. Es können ein nördlicher, ein südlicher und ein zentraler Dialekt unterschieden werden. Der zentrale Dialekt vereint Eigenheiten des nördlichen und des südlichen Dialekts. Während in Tschad alle drei Dialekte verwendet werden, ist in Niger der nördliche Dialekt, in Nigeria vor allem der zentrale Dialekt und in Kamerun vor allem der südliche Dialekt verbreitet. Wortschatz und Syntax des Buduma sind stark vom Kanuri beeinflusst. 60 % der Buduma-Sprecher verwenden auch Kanembu, etwa die Hälfte auch Zentral-Kanuri. Manche gebrauchen auch Tschadisch-Arabisch.